# Сирмезька сільська рада
Сирмезька сільська рада (біл. Сырмескі сельсавет) — адміністративно-територіальна одиниця в складі Мядельського району розташована в Мінській області Білорусі. Адміністративний центр — Сирмеж.
Сирмезька сільська рада розташована на межі центральної Білорусі, в північній частині Мінської області орієнтовне розташування — супутникові знимки, на південний захід від Мяделі.
До складу сільради входять 25 населених пунктів:
- Бережні • Болтогузи • Боярновичі • Буйки • Вовчино • Іванки • Каракуличі • Континенти • Мітиненти • Невіровичі • Носовичі • Островляни • Помош'є • Селятки • Старлиги • Сурвіли • Сирмеж • Хмилки • Хоневичі • Шеметове • Шеметове (хутір) • Яневичі • Абрами • Балаші • Мала Сирмеж.